# Burg Hinterwiesen
Die Burg Hinterwiesen, auch Burg Streichen genannt, ist eine abgegangene Burg im Flurbereich „Hinterwiesen“ bei Streichen, einem Stadtteil von Balingen im Zollernalbkreis in Baden-Württemberg.
Die nicht genau lokalisierbare Burg kann mit einem vermutlich hier ansässiges Adelsgeschlecht des 13. Jahrhunderts im Zusammenhang stehen, das schon früh nach Bitz, Ebingen oder Rottweil abgewandert sein könnte. Im 19. Jahrhundert waren noch Spuren der ehemaligen Burganlage zu sehen.